# ديفيد فاوست
ديفيد فاوست هو مستشار وضابط وسياسي أسترالي، ولد في 23 أكتوبر 1963 في نارابري في أستراليا. نشط حزبياً في الحزب الليبرالي الأسترالي. في 2004 Australian federal election ‏، انتخب عضو مجلس النواب الأسترالي ‏ عن دائرة Division of Wakefield ‏ وقد انضم خلال فترته النيابية (9 أكتوبر 2004 – 24 نوفمبر 2007) للكتلة البرلمانية كتلة الائتلاف ‏ وفي الانتخابات الاتحادية الأسترالية 2019 ‏، انتخب عضو مجلس الشيوخ الأسترالي ‏ عن دائرة جنوب أستراليا ‏ وقد انضم خلال فترته النيابية (1 يوليو 2011 – ) للكتلة البرلمانية كتلة الائتلاف ‏.

## وصلات خارجية
- الموقع الرسمي